# Echinotheridion cartum
Echinotheridion cartum är en spindelart som beskrevs av Claude Lévi 1963. Echinotheridion cartum ingår i släktet Echinotheridion och familjen klotspindlar. Inga underarter finns listade i Catalogue of Life.